# 出会ってないけど、さようなら
『出会ってないけど、さようなら』は、2017年7月1日に公開された日本の映画作品。

## 概要
2017年5月6日に『熟女ヴァージン　揉まれて港町』のタイトルで成人映画として公開。
同年2017年7月1日にはR15作品として再編集し、『出会ってないけど、さようなら』のタイトルに改められ「OP PICTURES+ フェス 2017」の一本として一般上映された。

## ストーリー
17年ぶりに外出した引きこもり女性の和子は妹・美沙の結婚を機に自立を促される。防災リュックに僅かなお金とお菓子、スケッチブックを入れて家出という名の旅に出る。 

## キャスト
藤森和子
演 - 白木優子
ひとり身の35歳。処女。絵をかくのが趣味で2年前に両親を亡くして以来、妹と暮らしていたが、妹の結婚により家を追い出される。
木崎明日香
演 - 月本愛
動画配信者の舌っ足らずな女子高生。公園でひたすら縄跳びする動画を投稿する。
藤森美沙
演 - 通野未帆
和子の妹。姉思いであるものの、姉には就職してもらいたい。婚約者である雅也とは毎晩エッチしたい。
望月めぐみ
演 - 和田光沙

中尾智晴
演 - 山本宗介

岡本雅也
演 - 櫻井拓也
美沙の婚約者。家賃を負担してもいいので義理の姉である和子には出て行ってもらいたいと思っている。
ジャムパンマン
演 - 津田篤 
ジャムパンをおいしそうに食べる男。会社を辞めて静岡の民宿を継ぐらしい。
白井
演 - 橘秀樹

## スタッフ
- 監督：竹洞哲也
- 脚本：深澤浩子
- 撮影監督：創優和
- 音楽：與語一平
- 録音：山口勉
- 整音：吉方淳二
- 編集：目見田健
- 助監督：江尻大
- 制作：Blue Forest Film
- 配給：オーピー映画